# Canthydrus laetabilis
Canthydrus laetabilis là một loài bọ cánh cứng trong họ Noteridae. Loài này được Walker miêu tả khoa học đầu tiên năm 1858.